# Karenský národní svaz

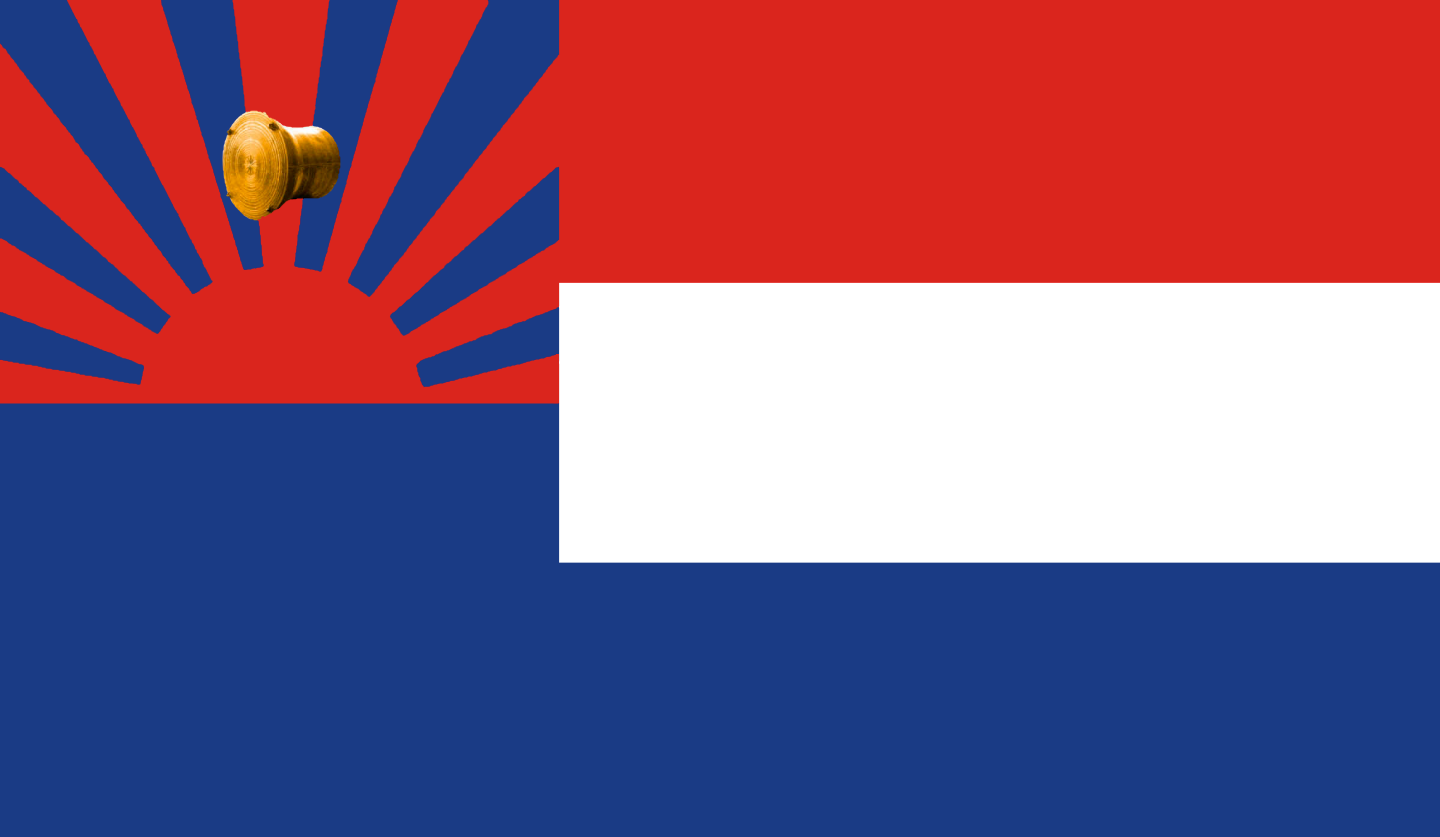
Vlajka

Karenský národní svaz (angl. zkratka KNU) je povstalecká organizace v Barmě, která bojuje proti barmským vojenským vládám.
Karenský národní svaz je nejstarší povstaleckou organizací na světě, která vede ozbrojený boj už od roku 1947. Je jednou z více než desítky etnických skupin, které usilují o větší autonomii na barmské vládě. Mnohé skupiny podepsaly od roku 1988 formální příměří s vojenskou juntou, ale Karenové se k nim nikdy nepřipojili.
Svaz svého času míval velmi silnou gerilovou armádu v oblasti u východní hranice. Avšak ofenzívy barmských ozbrojených sil a odštěpení různých skupin uvnitř hnutí za posledních deset let výrazně omezily počet karenských povstalců.
Většina členů nejvyššího vedení KNU sídlí v sousedním Thajsku, zatímco vojenské základny má na barmské straně hranice.